# كروشيفو
كروشيفو (بالبلغارية: Крушево)‏ قرية تقع إدارياً ضمن Sevlievo ‏ في بلغاريا. ويبلغ عدد سكانها 572 نسمة حسب تعداد 15 مارس 2015. تعتمد كروشيفو للبريد على الرمز البريدي 5427 وللاتصالات على رمز الاتصال الهاتفي المحلي 06737.